# Selce (Poltár)
|  | Per a altres significats, vegeu «Selce». |

Selce és un poble i municipi d'Eslovàquia que es troba a la regió de Banská Bystrica.

## Història
La primera menció escrita de la vila es remunta al 1303.

## Demografia
| Godina             | 1994 | 2004    | 2014    | 2024   |
| ------------------ | ---- | ------- | ------- | ------ |
| Nombre de persones | 118  | 94      | 110     | 119    |
| Diferència         |      | −20,33% | +17,02% | +8,18% |

| Godina             | 2023 | 2024   |
| ------------------ | ---- | ------ |
| Nombre de persones | 116  | 119    |
| Diferència         |      | +2,58% |